# Поченков, Денис Александрович
Денис Александрович Поченков (род. 23 сентября 1988, Свердловск) — российский хоккеист, нападающий.

## Биография
Воспитанник екатеринбургской школы «Спартаковец». Выступал за «СКА-Автомобилист-2» Екатеринбург (2004/05 — 2005/06), «Автомобилист» / «Динамо-Энергия» Екатеринбург (1995/96, 1997/98 — 2000/01), «Динамо-Энергия-2» (1997/98 — 1999/2000), «Авангард-2» и «Авангард» (1 матч, 1996/97), «Мостовик» Зауралье (2002/03).
Закончил карьеру в 2003 году из-за травмы. В 2008 году был условно осужден за мошенничество. В 2010 году был задержан за перевозку кокаина.
В 2020-х годах — игрок любительских соревнований Екатеринбурга.